# 蘇丹女權時期
蘇丹女權時期（英語：Sultanate of Women）是指1533-1656年，近一百三十年間鄂圖曼帝國由帝國後宮的女性運用其特殊政治影響力的時期。在這段時間的蘇丹大多還年幼，於是由他們的母親統治帝國。

## 外部連結
- Channel 4 History | The sultanate of women（页面存档备份，存于）